# Liste der Straßennamen von Burgdorf (Region Hannover)
Die nachfolgende Liste der Straßennamen von Burgdorf enthält sämtliche benannten Straßen Burgdorfs in alphabetischer Reihenfolge.
Nicht aufgeführt, weil nicht namentlich benannt, sind die Bundesautobahn 37 sowie die Bundesstraßen 3 und 188, die im umgangssprachlichen Gebrauch als „Umgehungsstraße“ bezeichnet wird. Die B 443 trägt nur abschnittsweise den Namen „Schillerslager Straße“, beziehungsweise „Schillerslager Landstraße“. Auch einige Überlandstraßen tragen keinen offiziellen Straßennamen.
Die Hauptstraßen und Plätze sind fett gedruckt, in Klammern ist kursiv der jeweilige Stadt- beziehungsweise Ortsteil angegeben.

## A
- Ahornallee (Ramlingen) – gelegen im Norden des Ortsteils, benannt nach der Baumgattung der Ahorne
- Ahrbergenweg (Heeßel, Weststadt)
- Akazienweg (Ramlingen) – gelegen im Norden des Ortsteils, benannt nach der Pflanzengattung der Akazien
- Alandweg (Weststadt) – gelegen im äußersten Nordwesten der Kernstadt, benannt nach dem Fluss Aland
- Albrecht-Thaer-Weg (Nord-/Oststadt) – benannt nach Albrecht Thaer
- Alfred-Oehme-Straße (Nord-/Oststadt) – benannt nach Alfred Oehme
- Allerstraße (Weststadt) – gelegen im äußersten Nordwesten der Kernstadt, benannt nach dem Fluss Aller
- Alsterweg (Weststadt) – gelegen im äußersten Nordwesten der Kernstadt, benannt nach dem Fluss Alster
- Alte Bundesstraße (Ehlershausen) – gelegen im Osten Ehlershausens, Teil des ehemaligen Verlaufs der Bundesstraße 3
- Alte Heerstraße (Ehlershausen)
- Alte Schanze (Beinhorn)
- Alter Dorfteich (Schillerslage)
- Alter Jagdsteg (Südstadt)
- Am Bergfeld (Schillerslage)
- Am Bösselberg (Südstadt)
- Am Brandende (Stadtmitte) – benannt nach dem großen Stadtbrand von 1658, der die hier stehenden Gebäude verschonte
- Am Braunen Hirsch (Ehlershausen)
- Am Brink (Beinhorn)
- Am Buchenhof (Weststadt) – benannt nach der Baumgattung der Buchen
- Am Dorfe (Sorgensen)
- Am Dornbusch (Weststadt)
- Am Eschenhof (Weststadt) – benannt nach der Baumgattung der Eschen
- Am Försterberg (Südstadt)
- Am Friedhof (Otze) – gelegen im Westen Otzes am Friedhof des Ortsteils
- Am Fuhrenkamp (Ramlingen)
- Am Gümmekanal (Südstadt) – benannt nach dem parallel zur Straße verlaufenden Gümmekanal
- Am Güterbahnhof (Weststadt) – benannt nach dem ehemals an der Straße gelegenen Güterbahnhof
- Am Heidberg (Weststadt)
- Am Hundesportplatz – gelegen südlich des Vereinsgeländes des 1. FC Burgdorf im äußersten Süden des Stadtgebietes
- Am Hütteberg (Ehlershausen)
- Am Kahlen Lehn (Südstadt) – benannt nach der Lehns-Familie Kahle, belehnt am 12. Juli 1437 durch Ludolf von Escherde
- Am Katasteramt (Weststadt)
- Am Kieswerk (Nord-/Oststadt)
- Am Lahkamp (Schillerslage)
- Am Mittelfeld (Dachtmissen)
- Am Nassen Berg (Nord-/Oststadt)
- Am Rickenfeld (Nord-/Oststadt)
- Am Sägewerk (Weststadt)
- Am Sandberge (Ehlershausen)
- Am Sande (Weststadt)
- Am Schrebergarten (Nord-/Oststadt)
- Am Schulhof (Otze) – benannt nach der nahe gelegenen Otzer Grundschule
- Am Segelflugplatz – gelegen nördlich von Ehlershausen am Segelflugplatz
- Am Speicher (Otze)
- Am Tunnel (Otze) – benannt nach dem unter der Bahnlinie verlaufenden Fußgängertunnel in Otze
- Am Vorwerk (Dachtmissen)
- Am Walde (Sorgensen) – benannt nach dem nahe gelegenen Waldstück zwischen Dachtmissen und Sorgensen
- Am Waldfriedhof (Ramlingen) – gelegen im Westen des Ortsteils, benannt nach dem nahe gelegenen Ramlinger Friedhof
- Am Walkenmühlenfeld (Hülptingsen)
- Am Wall (Stadtmitte) – benannt nach dem Verlauf des ehemaligen Stadtwalls
- Am Wasserturm (Nord-/Oststadt) – gelegen an der Grenze zur Stadtmitte
- Am Westende (Weststadt)
- Amboßweg (Schillerslage)
- Amselstraße (Weststadt) – benannt nach der Vogelart der Amsel
- An der Bleiche (Stadtmitte)
- An der Bundesstraße (Ehlershausen) – gelegen im Osten Ehlershausens, Teil der Bundesstraße 3
- An der Königsberger Straße (Nord-/Oststadt) – gelegen im Nordosten der Kernstadt, verbindet Königsberger Straße und Sorgenser Straße
- An der Masch (Dachtmissen)
- An der Mösch (Weststadt)
- An der Schäferbrücke (Hülptingsen) – benannt nach der Brücke über die Burgdorfer Aue, über die der Weg verläuft
- An der Schule (Sorgensen) – benannt nach der ehemaligen Sorgenser Grundschule, die heute einen Kindergarten beherbergt
- Anna-Feind-Straße (Südstadt)
- Arndtstraße (Nord-/Oststadt)
- Auegrund (Südstadt) – benannt nach der nahe vorbeifließenden Burgdorfer Aue
- Auf dem Ratskamp (Südstadt)
- Auf der Heide (Schillerslage)

## B
- Bachstraße (Südstadt) – benannt nach dem deutschen Komponisten Johann Sebastian Bach (1685–1750)
- Bahnhofstraße (Stadtmitte) – gelegen im Westen der Stadtmitte, verbindet den Kreisel an der Hochbrücke mit dem Bahnhof Burgdorf
- Baltrumweg (Weststadt) – gelegen im westlichen Teil der Kernstadt, benannt nach der Ostfriesischen Insel Baltrum
- Barnackersweg (Otze)
- Barwersweg (Otze)
- Beatenbergstraße (Südstadt)
- Beckstraße (Weststadt) – benannt nach dem Widerstandskämpfer gegen den Nationalsozialismus Beck
- Beekgarten (Otze)
- Beerbuschweg (Hülptingsen)
- Beethovenstraße (Südstadt) – benannt nach dem deutschen Komponisten Ludwig van Beethoven (1770–1827)
- Berghop (Otze)
- Berliner Ring (Südstadt) – gelegen im äußersten Süden der Stadt, benannt nach der deutschen Bundeshauptstadt Berlin
- Birkenweg (Weststadt) – benannt nach der Baumgattung der Birken
- Birkhuhnweg (Weststadt)
- Blücherstraße (Nord-/Oststadt)
- Blumenweg (Weststadt)
- Böhmeweg (Weststadt) – gelegen im äußersten Nordwesten der Kernstadt, benannt nach dem Fluss Böhme
- Bonhoefferweg (Weststadt) – benannt nach dem deutschen Theologen und NS-Gegner Dietrich Bonhoeffer (1906–1945)
- Borkumweg (Weststadt) – gelegen im westlichen Teil der Kernstadt, benannt nach der Ostfriesischen Insel Borkum
- Brahmsstraße (Südstadt) – benannt nach dem deutschen Komponisten Johannes Brahms (1833–1897)
- Braunschweiger Straße (Stadtmitte) – benannt nach der niedersächsischen Stadt Braunschweig
- Bremerweg (Dachtmissen)
- Breslauer Straße (Nord-/Oststadt) – gelegen im Nordosten der Kernstadt, benannt nach der ehemals preußischen (heute polnischen) Stadt Breslau
- Bromberger Straße (Südstadt)
- Bruchsweg (Otze)
- Buchenweg (Ehlershausen) – benannt nach der Baumgattung der Buchen
- Büchenweg (Heeßel) – gelegen im Westen des Ortsteils
- Buchweizenfeld (Schillerslage) – benannt nach der Pflanzengattung des Buchweizens
- Burgdorfer Berg – gelegen im äußersten Osten des Stadtgebiets, verbindet Weferlingsen mit dem Uetzer Ortsteil Obershagen
- Burgdorfer Straße (Otze) – Hauptstraße von Otze, verbindet den Ortsteil mit der Nord-/Oststadt, Ramlingen und der Bundesstraße 3
- Bürgerweg (Südstadt)
- Burgweg (Heeßel) – gelegen im äußersten Süden Heeßels, benannt nach der Burg Heeßel, die in einem Waldstück am Weg liegt
- Buschriede (Ehlershausen)
- Bussardweg (Ehlershausen) – benannt nach der Vogelgattung der Bussarde

## C
- Calbenser Straße (Südstadt) – gelegen im äußersten Südosten der Südstadt, benannt nach der Stadt Calbe, Partnerstadt Burgdorfs
- Carl-Ehlers-Weg (Ehlershausen) – benannt nach dem Ortsgründer und Namensgeber Ehlershausens, Carl Ehlers
- Celler Heide (Ehlershausen) – gelegen östlich des Dorfes, benannt nach der niedersächsischen Stadt Celle, geht in die Straße Celler Weg über
- Celler Weg (Otze) – gelegen östlich des Dorfes, benannt nach der niedersächsischen Stadt Celle, geht in die Straße Celler Heide über
- Cranachstraße (Südstadt)

## D
- Dachsweg (Weststadt) – benannt nach der Tierart des Dachses
- Dachtmisser Weg (Nord-/Oststadt) – benannt nach dem Ortsteil Dachtmissen, zu dem die verlängerte Straße führt
- Dammbruch (Weferlingsen)
- Dammgartenfeld (Südstadt)
- Dammgartenstraße (Südstadt)
- Danziger Straße (Südstadt) – gelegen im Norden der Kernstadt, benannt nach der ehemals preußischen (heute polnischen) Stadt Danzig
- Delpstraße (Weststadt) – benannt nach dem Widerstandskämpfer gegen den Nationalsozialismus Alfred Delp (1907–1945)
- Demmoor (Otze, Sorgensen)
- Depenauer Weg (Südstadt) – benannt nach der Burgdorfer Familie Depenau
- De-Steeg-Weg (Nord-/Oststadt)
- Die Alten Gärten (Weststadt)
- Dierener Straße (Nord-/Oststadt)
- Dietrichstraße (Weststadt)
- Dohlenweg (Ehlershausen) – benannt nach der Vogelart Dohle
- Dorfstraße (Heeßel) – Hauptstraße Heeßels, verbindet den Ortsteil mit Beinhorn und der Weststadt
- Dorfwiesen (Weferlingsen)
- Dragonerweg (Ehlershausen)
- Drei Eichen (Südstadt) – benannt nach drei Eichen, die hier 1979 anlässlich des 725. Jubiläums der Stadtgründung gepflanzt wurden
- Dresdner Straße (Südstadt) – gelegen im äußersten Südosten der Kernstadt, benannt nach der deutschen Stadt Dresden
- Drosselstraße (Weststadt) – benannt nach der Vogelfamilie der Drosseln
- Duderstädter Weg (Nord-/Oststadt) – benannt nach der niedersächsischen Stadt Duderstadt
- Dürerplatz (Südstadt)

## E
- Edental (Ehlershausen)
- Ehlershäuser Weg (Ehlershausen) – gelegen am westlichen Rand Ehlershausens, benannt nach dem Ortsteil selbst
- Eichelhäherweg (Ehlershausen) – benannt nach der Vogelart des Eichelhähers
- Eichendorffstraße (Nord-/Oststadt)
- Eickhoop (Heeßel)
- Elbestraße (Weststadt) – gelegen im äußersten Nordwesten der Kernstadt, benannt nach dem Fluss Elbe
- Elchweg (Südstadt) – benannt nach der Hirschart des Elches
- Elisabeth-Hanhe-Straße (Südstadt) – benannt nach Elisabeth Hanhe
- Elserstraße (Weststadt) – benannt nach dem Widerstandskämpfer gegen den Nationalsozialismus Georg Elser (1903–1945)
- Elsternstieg (Ehlershausen) – benannt nach der Vogelart der Elster
- Emmentaler Straße (Südstadt)
- Engelsche Wiesen (Otze) – gelegen im südlichen Teil von Klein Otze
- Engenser Straße (Schillerslage) – Hauptstraße Ramlingens, verbindet den Ortsteil mit Ehlershausen und dem zu Burgwedel gehörenden Ortsteil Lahberg
- Erika-Stiens-Straße (Südstadt) – benannt nach Erika Stiens
- Erlenweg (Weststadt) – benannt nach der Baumgattung der Erlen
- Eseringer Straße (Südstadt)
- Esteweg (Weststadt) – gelegen im äußersten Nordwesten der Kernstadt, benannt nach dem Fluss Este
- Eulenkamp (Ehlershausen) – benannt nach der Vogelordnung der Eulen

## F
- Falkenhorst (Weststadt) – benannt nach der Vogelgattung der Falken
- Färberstraße (Hülptingsen)
- Fasanenweg (Weststadt) – benannt nach der Vogelart des Fasan
- Feldstraße (Stadtmitte) – gelegen im westlichen Teil der Stadtmitte
- Fichtestraße (Nord-/Oststadt) – benannt nach der Baumgattung der Fichten
- Finkenweg (Weststadt) – benannt nach der Vogelfamilie der Finken
- Flachsfeld (Schillerslage)
- Föhrenkamp (Weststadt)
- Freiengericht (Otze)
- Friederikenstraße (Nord-/Oststadt)
- Fröbelweg (Nord-/Oststadt) – nach Friedrich Fröbel und eines ehem. hier ansässigen Kindergartens, heute KiTa
- Fuchsweg (Weststadt) – benannt nach der Tierart des Fuchses

## G
- Gartenstraße (Stadtmitte) – gelegen im Norden der Stadtmitte, bildet die Grenze zur Nord-/Oststadt
- Gebrüder-Grimm-Weg (Weststadt) – benannt nach den Märchensammlern Jacob (1785–1863) und Wilhelm Grimm (1786–1859), bekannt als die Brüder Grimm
- Gehrbergsweg (Ramlingen)
- Geibelstraße (Südstadt)
- Georg-Wilhelm-Weg (Nord-/Oststadt) – benannt nach Georg Wilhelm
- Gerätehausweg (Weferlingsen)
- Gerhart-Hauptmann-Platz (Südstadt) – benannt nach dem deutschen Schriftsteller Gerhart Hauptmann (1862–1946)
- Gerickestraße (Südstadt)
- Geschwister-Scholl-Weg (Weststadt) – benannt nach den Widerstandskämpfern gegen den Nationalsozialismus Geschwister Scholl um Hans (1918–1943) und Sophie Scholl (1921–1943)
- Giesenwinkel (Otze)
- Goerdelerstraße (Weststadt) – benannt nach dem Widerstandskämpfer gegen den Nationalsozialismus Carl Friedrich Goerdeler (1884–1945)
- Goethestraße (Südstadt) – benannt nach dem deutschen Dichter Johann Wolfgang von Goethe (1749–1832)
- Goldkuhle (Ehlershausen, Ramlingen)
- Grafhornweg (Hülptingsen)
- Grashöfe (Ramlingen)
- Grenzstraße (Nord-/Oststadt) – gelegen im Osten der Kernstadt
- Grimbartschlucht (Ehlershausen)
- Grüne Allee (Ramlingen)
- Grünewaldstraße (Südstadt)
- Grupenstraße (Südstadt)
- Gutenbergstraße (Südstadt) – benannt nach dem Erfinder des Buchdrucks, Johannes Gutenberg (ca. 1400–1468)

## H
- Habichtshorst (Weststadt) – gelegen im Norden der Weststadt, benannt nach der Greifvogelart Habicht
- Hammeweg (Weststadt) – gelegen im äußersten Nordwesten der Kernstadt, benannt nach dem Fluss Hamme
- Hamsterbau (Ehlershausen) – benannt nach der Unterfamilie der Hamster
- Händelstraße (Ehlershausen) – benannt nach dem deutsch-britischen Komponisten Georg Friedrich Händel (1685–1759)
- Hanffeld (Schillerslage)
- Hänigser Straße (Weferlingsen) – verbindet Weferlingsen mit dem Uetzer Ortsteil Hänigsen
- Hannoversche Neustadt (Stadtmitte) – gelegen im Zentrum der Altstadt, benannt nach der niedersächsischen Landeshauptstadt Hannover
- Hans-Sachs-Weg (Südstadt) – benannt nach dem deutschen Dramatiker Hans Sachs (1494–1576)
- Harm-Wulf-Straße (Weststadt) – benannt nach Harm Wulf
- Haselweg (Ehlershausen) – benannt nach der Pflanzengattung der Haseln
- Hasenheide (Weststadt) – benannt nach der Tierfamilie der Hasen
- Hastraweg (Weferlingsen)
- Hauffstraße (Südstadt)
- Hauptstraße (Sorgensen) – Hauptstraße Sorgensens, verbindet den Ortsteil mit Dachtmissen und der Nord-/Oststadt
- Havelstraße (Weststadt) – gelegen im äußersten Nordwesten der Kernstadt, benannt nach dem Fluss Havel
- Haydnstraße (Ehlershausen) – benannt nach dem österreichischen Komponisten Joseph Haydn (1732–1809)
- Hebbelstraße (Südstadt)
- Heckendamm (Schillerslage)
- Heeg (Otze)
- Heeßeler Damm (Weststadt) – gelegen nahe der Hochbrücke, benannt nach dem Ortsteil Heeßel
- Heeßeler Kirchweg (Weststadt) – gelegen nahe der Hochbrücke, benannt nach dem Ortsteil Heeßel
- Heideweg (Ehlershausen)
- Heiligenbeiler Straße (Nord-/Oststadt) – benannt nach der ehemals preußischen, heute russischen Stadt Heiligenbeil (heute Mamonowo)
- Heinrichstraße (Nord-/Oststadt)
- Heisterkampsweg (Heeßel)
- Hermelinstraße (Ehlershausen)
- Hessenweg (Otze)
- Heutrift (Schillerslage)
- Hinter den Höfen (Schillerslage)
- Hinterstraße (Weferlingsen)
- Hirtenweg
- Höhenweg (Weststadt)
- Hoher Kamp (Weststadt)
- Holbeinstraße (Südstadt)
- Hölderlinstraße (Nord-/Oststadt)
- Holzwiesen (Weststadt)
- Hornweg (Schillerslage)
- Hühnergarten (Hülptingsen) – benannt nach der Ordnung der Hühnervögel
- Hülptingser Weg (Südstadt) – gelegen im Osten der Südstadt, benannt nach dem Ortsteil Hülptingsen
- Humboldtstraße (Südstadt)
- Husarenweg (Ehlershausen)

## I
- Ilmenauweg (Weststadt) – gelegen im äußersten Nordwesten der Kernstadt, benannt nach dem Fluss Ilmenau
- Im Dorfsfeld (Heeßel)
- Im Felde
- Im Grenzacker (Nord-/Oststadt)
- Im Hagenfeld (Weststadt)
- Im Jägerfeld (Weststadt)
- Im Kreitwinkel (Südstadt)
- Im Langen Mühlenfeld (Nord-/Oststadt)
- Im Moore
- Im Paulsfeld (Heeßel)
- Im Radhop (Nord-/Oststadt)
- Im Sonneneck (Ehlershausen)
- Im Stillen Winkel (Nord-/Oststadt)
- Im Wiesengrund (Südstadt)
- Imhof (Ramlingen)
- Imkers Gehege
- Immenser Landstraße (Südstadt) – Verlängerung der Immenser Straße, verbindet Burgdorf mit dem Lehrter Ortsteil Immensen
- Immenser Straße (Südstadt) – verbindet die Südstadt mit der Stadtmitte, benannt nach dem Lehrter Ortsteil Immensen
- In den Kämmern
- Iseweg (Weststadt) – gelegen im äußersten Nordwesten der Kernstadt, benannt nach dem Fluss Ise

## J
- Jägerstraße (Ehlershausen)
- Jahnstraße (Nord-/Oststadt)
- Jeetzelweg (Weststadt) – gelegen im äußersten Nordwesten der Kernstadt, benannt nach dem Fluss Jeetzel
- Juistweg (Weststadt) – gelegen im westlichen Teil der Kernstadt, benannt nach der Ostfriesischen Insel Juist

## K
- Kantstraße (Südstadt) – benannt nach dem deutschen Philosophen Immanuel Kant (1724–1804)
- Kapellenweg (Otze) – benannt nach der Otzer Kapelle
- Kastanieneck (Beinhorn)
- Kellermeyerweg (Dachtmissen)
- Keplerweg (Südstadt)
- Kiebitzweg (Ehlershausen) – benannt nach der Vogelgattung der Kiebitze
- Kiefernweg (Ehlershausen) – benannt nach der Pflanzengattung der Kiefern
- Kirchberg (Otze)
- Klaus-Groth-Weg (Südstadt) – benannt nach dem deutschen Schriftsteller Klaus Groth (1819–1899)
- Kleine Bahnhofstraße (Stadtmitte)
- Kleiner Brückendamm (Stadtmitte)
- Kleiststraße (Südstadt) – benannt nach dem deutschen Schriftsteller Heinrich von Kleist (1777–1811)
- Knickstraße (Stadtmitte)
- Knopsberg (Weststadt)
- Kolberger Straße (Ehlershausen)
- Kolshorner Weg (Heeßel)
- Königsberger Straße (Nord-/Oststadt) – gelegen im Nordosten der Kernstadt, benannt nach der ehemals preußischen, heute russischen Stadt Kaliningrad (ehemals Königsberg)
- Körnerstraße (Nord-/Oststadt)
- Kötnerkamp (Otze)
- Kreisbahnstraße (Sorgensen)
- Kreuzbruch (Nord-/Oststadt)
- Kronenkamp (Nord-/Oststadt)
- Kronsberg (Otze)
- Kurzer Hoop (Heeßel)
- Kurzer Weg (Südstadt)

## L
- Lachteweg (Weststadt) – gelegen im äußersten Nordwesten der Kernstadt, benannt nach dem Fluss Lachte
- Langeoogstraße (Weststadt) – gelegen im westlichen Teil der Kernstadt, benannt nach der Ostfriesischen Insel Langeoog
- Laubenweg (Nord-/Oststadt)
- Läuferweg (Weststadt)
- Lehmkuhlenweg (Otze)
- Lehrter Straße (Weststadt) – benannt nach der Stadt Lehrte, ehemals Hauptverbindungsstrecke dieser Stadt mit Burgdorf
- Leibnizweg (Nord-/Oststadt) – benannt nach dem deutschen Philosophen und Wissenschaftler Gottfried Wilhelm Leibniz (1646–1716)
- Leinemannweg (Weststadt)
- Leineweberstraße (Weststadt)
- Leipziger Straße (Südstadt) – gelegen im äußersten Südosten der Kernstadt, benannt nach der deutschen Stadt Leipzig
- Lerchenstraße (Weststadt) – benannt nach der Vogelfamilie der Lerchen
- Lessingstraße (Südstadt) – benannt nach dem deutschen Dichter Gotthold Ephraim Lessing (1729–1781)
- Leuschnerstraße (Weststadt)
- Liebermannstraße (Südstadt)
- Liebigstraße (Südstadt)
- Liegnitzer Straße (Ehlershausen)
- Lindenweg (Weststadt) – benannt nach der Baumgattung der Linden
- Lippoldstraße (Weststadt)
- Loheweg (Otze)
- Lohgerberstraße (Hülptingsen)
- Lönsweg (Stadtmitte) – benannt nach dem deutschen Dichter Hermann Löns (1866–1914)
- Louisenstraße (Stadtmitte)
- Luchsweg (Ehlershausen) – benannt nach der Katzengattung der Luchse
- Lüneburger Straße (Weststadt) – verbindet die Schillerslager Straße mit dem Bahnhof, benannt nach der niedersächsischen Stadt Lüneburg

## M
- Magdalenenweg (Weststadt)
- Marderstraße (Ehlershausen) – benannt nach der Tierfamilie der Marder
- Marktstraße (Stadtmitte) – zentrale Hauptstraße der Stadtmitte, die sie in West-Ost-Richtung durchquert
- Marris-Mühlen-Weg (Weststadt)
- Maschdamm (Otze)
- Masurenstraße (Ehlershausen)
- Meerfeld (Otze)
- Meinackersgrund (Schillerslage)
- Meisenweg (Weststadt) – benannt nach der Vogelfamilie der Meisen
- Memeler Straße (Nord-/Oststadt) – benannt nach dem belarussisch-litauischen, ehemals ostpreußischen Fluss Memel
- Messenberg (Ramlingen)
- Milanweg (Weststadt)
- Misdroyer Straße (Nord-/Oststadt)
- Mittelstraße (Stadtmitte)
- Mönkeburgstraße (Weststadt)
- Moormühlenweg (Heeßel)
- Moorstraße (Weststadt)
- Mörikeweg (Südstadt)
- Mozartstraße (Südstadt) – benannt nach dem deutschen Komponisten Wolfgang Amadeus Mozart (1756–1791)
- Münchhausenstieg (Nord-/Oststadt)
- Müsseweg (Otze)

## N
- Nachtigallenweg (Weststadt) – benannt nach der Vogelart der Nachtigall
- Nelkenweg (Ehlershausen) – benannt nach der Pflanzengattung der Nelken
- Neuwerkweg (Weststadt) – gelegen im westlichen Teil der Kernstadt, benannt nach der zu Hamburg gehörenden Insel Neuwerk
- Niedersachsenring (Südstadt) – benannt nach dem deutschen Bundesland Niedersachsen
- Norderneystraße (Weststadt) – gelegen im westlichen Teil der Kernstadt, benannt nach der Ostfriesischen Insel Norderney
- Nordstraße (Stadtmitte)

## O
- Obershagener Straße (Weferlingsen) – verbindet Weferlingsen mit dem Uetzer Ortsteil Obershagen
- Okerweg (Weststadt) – gelegen im äußersten Nordwesten der Kernstadt, benannt nach dem Fluss Oker
- Oldhorster Moor – gelegen an der Moormühle, benannt nach dem Moor
- Ortbruch (Südstadt)
- Örtzeweg (Weststadt) – gelegen im äußersten Nordwesten der Kernstadt, benannt nach dem Fluss Örtze
- Ostlandring (Südstadt)

## P
- Pahlberg (Ehlershausen)
- Papenkamp (Nord-/Oststadt)
- Paradiesweg (Südstadt)
- Parkstraße (Ehlershausen)
- Paul-Lincke-Weg (Ehlershausen) – benannt nach dem deutschen Komponisten Paul Lincke (1866–1946)
- Peiner Weg (Südstadt) – benannt nach der niedersächsischen Stadt Peine
- Petersstraße (Nord-/Oststadt)
- Pirolweg
- Plantagenweg (Sorgensen)
- Posener Straße (Ehlershausen) – benannt nach der polnischen Stadt Posen
- Poststraße (Stadtmitte) – verbindet die Marktstraße mit der Südstadt, ehemaliger Standort des Postamtes
- Prinzhornweg (Nord-/Oststadt)

## R
- Raabeweg (Südstadt)
- Raiffeisenstraße (Nord-/Oststadt)
- Ramlinger Straße (Ehlershausen) – benannt nach dem Ortsteil Ramlingen, den die Straße mit dem Ortsteil Ehlershausen verbindet
- Rapsfeld (Schillerslage)
- Ratsweg (Ehlershausen)
- Rehmweg (Otze)
- Rehsprung (Ehlershausen) – benannt nach der Tierart der Rehe
- Reichweinstraße (Weststadt)
- Reiherstieg (Ehlershausen)
- Retschystraße (Südstadt) – gelegen im äußersten Süden der Kernstadt
- Reuterstraße (Südstadt)
- Rhedener Straße (Nord-/Oststadt) – gelegen im Nordosten der Kernstadt, benannt nach der niederländischen Gemeinde Rheden, ehemalige Partnerstadt Burgdorfs
- Richard-Wagner-Straße (Südstadt) – benannt nach dem deutschen Komponisten Richard Wagner (1813–1883)
- Rieheweg (Weferlingsen)
- Riethornweg (Sorgensen)
- Röhndamm
- Röhnweg (Otze)
- Rohrkampsweg (Heeßel)
- Rohrwiesen (Südstadt)
- Rolandstraße (Stadtmitte)
- Rominter Weg (Ehlershausen)
- Rosenstraße (Ehlershausen) – benannt nach der Pflanzengattung der Rosen
- Rotdornstraße (Hülptingsen) – benannt nach der Pflanzenart des Rotdorns
- Rotkehlchenweg (Ehlershausen) – gelegen im äußersten Süden des Ortsteils, benannt nach der Vogelart des Rotkehlchens
- Rotweg (Ehlershausen)
- Rubensplatz (Südstadt) – größtenteils leerstehender Platz in der Südstadt, ehemals als Nahversorgungszentrum geplant
- Rübezahlweg (Südstadt)
- Rückertstraße (Südstadt)

## S
- Saalestraße (Weststadt) – gelegen im äußersten Nordwesten der Kernstadt, benannt nach dem Fluss Saale
- Saarstraße (Südstadt) – benannt nach dem deutsch-französischen Fluss Saar
- Salzstraße (Dachtmissen)
- Sandkuhlenweg (Dachtmissen)
- Schafmarkweg (Heeßel)
- Scharhörnweg (Weststadt) – gelegen im westlichen Teil der Kernstadt, benannt nach der zu Hamburg gehörenden Insel Scharhörn
- Scharlemannstraße (Südstadt)
- Scharnhorststraße (Nord-/Oststadt)
- Scheibenbergsweg (Südstadt)
- Scheibenbier (Weferlingsen)
- Schillerslager Landstraße (Weststadt) – benannt nach dem Ortsteil Schillerslage, den die Straße mit der Weststadt verbindet
- Schillerstraße (Weststadt) – benannt nach dem deutschen Dichter Friedrich Schiller (1759–1805)
- Schlossstraße (Stadtmitte) – benannt nach dem 1643 errichteten Burgdorfer Stadtschloss
- Schmiedestraße (Stadtmitte) – benannt nach der hier gelegenen Schmiede, in welcher der große Stadtbrand von 1658 ausbrach
- Schnepfenstieg (Ehlershausen)
- Schopenhauerstraße (Südstadt)
- Schulstraße (Nord-/Oststadt, Stadtmitte) – benannt nach der nahe gelegenen Grund- und Hauptschule I
- Schützenplatz (Stadtmitte) – gelegen im Osten der Stadtmitte, oft für Veranstaltungen und Wochenmärkte, ansonsten als Parkplatz genutzt
- Schützenweg (Stadtmitte)
- Schwalbenweg (Ehlershausen) – benannt nach der Vogelfamilie der Schwalben
- Schwarzenbergsfeld (Ehlershausen)
- Schwarzer Berg
- Schwüblingser Weg (Südstadt) – benannt nach dem Uetzer Ortsteil Schwüblingsen
- Senator-Hilmer-Straße (Weststadt)
- Siedlerweg (Sorgensen)
- Sorgenser Grundweg (Nord-/Oststadt) – benannt nach dem Ortsteil Sorgensen, den die Straße mit der Nordstadt verbindet
- Sorgenser Straße (Nord-/Oststadt) – benannt nach dem Ortsteil Sorgensen, den die Straße mit der Oststadt verbindet
- Spargelfeld
- Sperbergasse (Weststadt) – benannt nach der Vogelart des Sperbers
- Sperlingsweg (Weststadt) – benannt nach der Vogelfamilie der Sperlinge
- Spiekeroogweg (Weststadt) – gelegen im westlichen Teil der Kernstadt, benannt nach der Ostfriesischen Insel Spiekeroog
- Spittaplatz (Stadtmitte) – gelegen im Zentrum der Stadt an der Pankratiuskirche, benannt nach dem Burgdorfer Komponisten Philipp Spitta (1801–1859)
- Sprengelstraße (Schillerslage) – Hauptstraße des Ortsteils Schillerslage, benannt nach dem Burgdorfer Agrarwissenschaftler Carl Sprengel (1787–1859)
- Spröselberg (Otze)
- Sprosserweg (Weststadt)
- Stauffenbergstraße (Weststadt)
- Stegefeldbusch (Sorgensen)
- Steinkamp (Südstadt)
- Steinwedeler Kirchweg (Weststadt) – benannt nach dem Lehrter Ortsteil Steinwedel
- Steinwedeler Straße – benannt nach dem Lehrter Ortsteil Steinwedel, den die Straße mit der Südstadt verbindet
- Stettiner Straße (Nord-/Oststadt) – benannt nach der polnischen, ehemals preußischen Stadt Stettin
- Stieglitzweg (Weststadt) – benannt nach der Vogelart der Stieglitze
- Stockwiesen (Weferlingsen)
- Sudetenstraße (Nord-/Oststadt) – benannt nach dem polnisch-deutsch-tschechischen Gebirgszug der Sudeten und der danach benannten deutschen Minderheit in Tschechien
- Sylter Straße (Weststadt) – benannt nach der Insel, kleiner Zubringer in das Neubaugebiet „am Zilleweg“

## T
- Tannengrund (Ehlershausen) – benannt nach der Pflanzengattung der Tannen
- Tappenstraße (Nord-/Oststadt)
- Tennisweg (Weststadt) – benannt nach den nahegelegenen Tennisplätzen
- Theodor-Storm-Straße (Südstadt) – benannt nach dem deutschen Schriftsteller Theodor Storm (1817–1888)
- Theodorstraße (Stadtmitte)
- Tiefenauweg (Heeßel)
- Tiefenwiesenweg
- Tilsiter Straße (Ehlershausen)
- Trakehnerweg (Ehlershausen)
- Tuchmacherweg (Hülptingsen)
- Tulpenweg (Ehlershausen) – benannt nach der Pflanzengattung der Tulpen
- Tweegden (Sorgensen)

## U
- Uetzer Straße – führt vom Ende der Braunschweiger Straße bis zur Ortsgrenze von Hülptingsen, wo sie in die Straße "Vor den Höfen" übergeht. Benannt nach der Nachbargemeinde Uetze.

## V
- Varrel (Otze)
- Velper Straße (Nord-/Oststadt)
- Vizestraße (Ramlingen)
- Vor dem Braunschweiger Tor – gelegen südlich der Stadt, benannt nach dem ehemaligen Braunschweiger Stadttor
- Vor dem Celler Tor (Nord-/Oststadt, Stadtmitte) – gelegen im Osten der Stadtmitte, benannt nach dem ehemaligen Celler Stadttor
- Vor dem Hannoverschen Tor (Stadtmitte) – gelegen im Westen der Stadtmitte, benannt nach dem ehemaligen Hannoverschen Stadttor
- Vor den Höfen (Hülptingsen)

## W
- Wacholderweg (Weststadt) – benannt nach der Pflanzengattung des Wacholders
- Wackenroderweg (Nord-/Oststadt)
- Waldstraße (Ehlershausen)
- Wallgartenstraße (Nord-/Oststadt, Stadtmitte)
- Wallstraße (Stadtmitte) – benannt nach dem ehemaligen Burgdorfer Stadtwall
- Wandelbergsfeld (Otze)
- Wangeroogweg (Weststadt) – gelegen im westlichen Teil der Kernstadt, benannt nach der Ostfriesischen Insel Wangerooge
- Warneckeweg (Nord-/Oststadt)
- Wasserwerksweg (Nord-/Oststadt)
- Weferlingser Weg (Otze) – benannt nach dem Ortsteil Weferlingsen, den die Straße mit Otze verbindet
- Weidendamm (Ehlershausen)
- Weizenkamp (Heeßel) – benannt nach der Pflanzenart des Weizens
- Welfenweg (Südstadt)
- Werwolfsweg (Weststadt)
- Weserstraße (Weststadt) – gelegen im äußersten Nordwesten der Kernstadt, benannt nach dem Fluss Weser
- Wieselweg (Ehlershausen) – benannt nach den Raubtierarten des Wiesels
- Wiesenkamp (Heeßel)
- Wildwechsel (Ehlershausen)
- Wilhelm-Busch-Straße (Südstadt) – benannt nach dem deutschen Dichter Wilhelm Busch (1832–1908)
- Wilhelm-Henze-Weg (Südstadt) – benannt nach dem deutschen Widerstandskämpfer Wilhelm Henze (1908–1996)
- Wilhelmstraße (Stadtmitte)
- Windmühlenstraße (Weststadt)
- Witzlebenstraße (Weststadt)
- Wolfskuhlen
- Wollenweberstraße (Hülptingsen)
- Wolliner Straße (Nord-/Oststadt)
- Worthstraße (Otze)
- Wullbeck (Otze)
- Wümmeweg (Weststadt) – gelegen im äußersten Nordwesten der Kernstadt, benannt nach dem Fluss Wümme
- Wundramweg (Weststadt)

## Z
- Zilleweg (Weststadt)
- Zintener Straße (Nord-/Oststadt) – gelegen im Nordosten der Kernstadt, benannt nach der ehemals ostpreußischen (heute polnischen) Stadt Kornewo (deutsch Zinten), Partnerstadt Burgdorfs
- Zollstraße (Schillerslage)
- Zunftweg (Ehlershausen)
- Zur Papenkuhle (Hülptingsen)
- Zwischen den Alleen (Ramlingen)